# Eupilaria leucopeza
Eupilaria leucopeza är en tvåvingeart som beskrevs av Alexander 1972. Eupilaria leucopeza ingår i släktet Eupilaria och familjen småharkrankar.
Artens utbredningsområde är Thailand. Inga underarter finns listade i Catalogue of Life.